# Feed My Sleaze
Feed My Sleaze è il secondo album in studio dei The Murder Junkies.

## Tracce
1. Stiff Cold Fuck
2. Messiah Of Hate
3. Mad Man's Head
4. Destiny To Destroy
5. Waking Up In A Pool Of Piss
6. Feed My Sleaze
7. Jism On The Cross

## Formazione
- Dino Sexx - batteria e voce
- Merle Allin - basso e voce
- William Weber - chitarra